# 阿里亚河
阿里亚河（拉：Allia），罗马北部台伯河的支流，阿里亚河之战的发生地。前387年，罗马人在此大败于高卢人。